# Никулин, Иван Ефимович
Иван Ефимович Никулин — советский военачальник, комбриг.

## Ранние годы
Родился в 1898. По национальности — русский.

## 1-я мировая война - Великая война
В Русской императорской армии служил в Лейб-Драгунском полку.

## Гражданская война
Свою службу в полку Червонного казачества Никулин начал полусотником.
В июне-августе 1-й Днепровский отряд РСФСР (для маскировки украинской части так тогда назывался 1-й полк Червонного казачества), командир отряда В. М. Примаков, пребывал в г.Почепе. Здесь он пополнился личным составом, обучился, вооружился.
В этот период в отряд пришли люди, ставшие верной опорой молодого командира, его деятельными помощниками. Это были товарищи С. А. Туровский, М. О. Зюк, И. Е. Никулин, К. М. Наливко и многие другие. Отряд имел состав:1-я конная сотня, 2-я конная сотня, пулемётная команда (8 пулемётов «Максим»  и 12 «Льюис»), артиллерийская батарея (две пушки), подразделение самокатчиков (100 машин-велосипедов). 1-й Червонный полк становился крепкой войсковой частью, способной решать серьёзные боевые задачи.
18 июля - 1 ноября 1919 проходил службу в 1-й конной бригаде Червонного казачества.
1 ноября 1919 - 6 мая 1922 проходил службу в 8-й конной дивизии Червонного казачества.
6 мая 1922 8-я кавалерийская дивизия Червонного казачества получила название 1-я кавалерийская Запорожская Червонного казачества Краснознаменная дивизия имени Французской компартии.
С осени 1922 командир 1-го полка 1-й бригады 1-й Запорожской кд 1-го кавкорпуса.
15 ноября 1932 Иван Ефимович Никулин назначен командиром 1-й кавалерийской Запорожской Червонного казачества Краснознаменной дивизии имени Французской компартии.
26 ноября 1935 приказом народного комиссара обороны СССР № 2394 Никулину присвоено звание комбриг.
С 1936 года стал инспектором кавалерии Особой Краснознаменной Дальневосточной армии.
Арестован 13 июня 1937.
8 сентября 1937 приговор Военной Коллегии Верховного Суда СССР - Высшая мера наказания.
Реабилитирован 29 августа 1957г.